# 岐阜県立加茂農林高等学校
岐阜県立加茂農林高等学校（ぎふけんりつかものうりんこうとうがっこう）は、岐阜県美濃加茂市に所在する県立高等学校である。

## 概要
JR高山本線を挟んで岐阜県立加茂高等学校が隣接している。1911年（明治44年）創立。岐阜県中濃の中心地にある。
2015年（平成27年）度には生徒1人あたり平均24.3冊を学校の図書館から借り、岐阜県内の公立高校で3年連続の1位となるなど、学校全体で読書が盛んなことが報道されている。アニメ・漫画『のうりん』の実在・実物の高等学校として、本校が舞台となっている。
校訓
「至誠勤労・質実剛健」
学校教育目標
教訓「至誠勤労・質実剛健」及びスローガン「いのちを育み　そしていのちを学ぶ」の下、夢の実現を目指す生徒一人ひとるの良いところを見つけ、励まし支える教育を推進し、広い視野と高い志もって地域社会に貢献できる人材を育成する。
教育方針
（1）人や自然を愛する豊かな情景、次代を生き抜く健やかな心身を育てる。
（2）確かな学力とコミュニケーション能力を身に付け、自他の課題に主体的に挑戦する力を育てる。
（3）産業人として必要な素質を身に付け、地域社会や産業界貢献できる人材を育てる。
教育方針
「産業人として必要な素養を身に付け、地域社会や産業界貢献できる人材を育てる」としている。卒業生の進路は進学と就職の半々だが、最近は進学の割合が多くなっている。学んだことを活かして発展させる関連分野の進路を希望する生徒、興味関心のある様々な分野へ進む生徒など様々だが、一人ひとり進学希望に対応した進路指導を心掛けている。
校歌
作詞・作曲は江口夜詞。歌詞は3番まであり、各番に校名の「加茂農林」が登場する。
校地・施設
遠隔地からの生徒で希望者は、男女ともに審査の上、「明誠寮」での生活ができる。鉄筋3階建て。全室冷暖房完備。学校まで450m徒歩10分。毎日、舎監の教師が援助している。
本校の1年
- 1学期

4月 - 入学式・対面式 ／ 5月　- 意見発表会・農業鑑定競技・球技大会 ／ 6月 - 田植え・期末考査、7月 - 終業式
- 2学期

8月 - 始業式 ／ 9月 - 中間考査 ／ 10月 - 体育大会 ／ 11月 - 緑園祭 ／ 12月　- 芸術鑑賞会・期末考査・終業式
- 3学期

1月 - 始業式・修学旅行 ／ 2月　- 学年末考査・予選会（3年生を送る会） ／ 3月 - 卒業式
地域連携
- 生産科学科 - 農業視察研修・藤田医学大学　実験動物講習会
- 食品化学科 - クラフトコーラ試作・ヤギの除草隊の肥料を使ったサツマイモ栽培
- 森林科学科 - アジサイロードの里山にて、桜の植樹・地方のかたと皆既日食の観察会
- 環境デザイン科 - 高齢単身世帯の植樹・福祉会館花壇作成
- 園芸流通科　- 岐阜県立関高等学校と特産品を使って屋台経営・人道丘での花植栽培

## 学校概要

### 創立
- 1911年（明治44年）

### 設置学科
- 生産科学科 - 動物飼育や植物栽培を学ぶ学科

動物の飼育や果樹・野菜の栽培に必要な知識技術を学び、経営に関わる。
- 食品科学科 - 食品の製造や分析を学ぶ学科

食品の製造と、食品の分析必要な知識と技術を習得し、食品産業に関わる。
- 森林科学科 - 森林の保全と森林資源の活用を学ぶ学科

森林の管理や林産物の利用に必要な知識と技術を習得し、森林の保全と活用に関わる。
- 環境デザイン科　- 生活空間と地域環境をデザインする学科

庭園の設計・施工・管理や測量・土木、地域環境保全に必要な知識と技術を習得し、造園と土木および、街づくりに関わる。
- 園芸流通科 - 園芸と流通のサービスを学ぶ学科

園芸植物の栽培と活用、農産物の流通・サービスに必要な知識と技術を習得し、園芸とマーケティングを目指す。

## 沿革
- 1910年（明治43年） - 加茂郡会にて加茂農林学校設立を議決。
- 1911年（明治44年） - 加茂郡立加茂農林学校設立が認可される。
- 1912年（明治45年）4月 - 開校式。
- 1923年（大正12年）4月 - 郡制廃止により県立に移管、岐阜県立加茂農林学校となる。
- 1948年（昭和23年）4月 - 岐阜県立加茂農林高等学校と改称。
- 1948年（昭和23年）8月 - 岐阜県立加茂高等学校と改称。
- 1961年（昭和36年）4月 - 岐阜県立加茂高等学校から岐阜県立加茂農林高等学校を分離。
- 2011年（平成23年）11月 - 創立100周年。

## グリーンショップかものう
各学科の新鮮野菜や卵・花苗・手作りジャム・パンの直売が毎日時間指定行われている。教師と学生が自ら販売し、客（消費者）と交流している。販売時間は平日：14:30～15:00。

## 緑園祭
学校祭として「緑園祭」が年に一度大々的に行われている。

## 資格
各学部により、実践資格が取得できる。

## 進路状況
国立大学・県立大学・私立大学・各省庁大学校・農業大学校・専修学校・専門学校・各種学校と各学科により進学の幅は広い。農業系大学・大学校は推薦枠が大きい。
就職でも、地元企業から、大手企業・伝統ある企業まで就職率が高い。就職では、各企業が就職案内講義や面接が行われるほどである。

## 部活動

### 運動系
- 硬式野球部
- バスケットボール部（男女）
- バドミントン部（男女）
- サッカー部
- 卓球部（男女）
- レスリング部（男女）
- バレーボール部（男女）
- テニス部（男女）

### 文化系
- フラワーアレンジメント部
- 自然科学部
- 畜産調教部
- 家庭部
- 吹奏楽部
- 美術部
- 茶道部
- 演劇部

## 卒業生

### 著名な出身者
- 今井良博 - 元加茂郡白川町長

### 著名な教職員
- 若狭和朋 - 歴史研究家、発言集団シューレ代表。前九州大学大学院客員教授・教育学博士（Ph.d.）。

## 交通機関
- JR高山本線 古井駅から徒歩で約20分。
- JR太多線 美濃川合駅から徒歩で約20分。